# Mistrzynie Wimbledonu w grze podwójnej
Lista meczów finałowych Wimbledonu w grze podwójnej kobiet.

## Mecze finałowe (1913–2024)
| Rok  | Mistrzynie                                       | Finalistki                                         | Wynik                                            |
| 2024 | Kateřina Siniaková Taylor Townsend               | Gabriela Dabrowski Erin Routliffe                  | 7:6(5), 7:6(1)                                   |
| 2023 | Hsieh Su-wei Barbora Strýcová                    | Storm Hunter Elise Mertens                         | 7:5, 6:4                                         |
| 2022 | Barbora Krejčíková Kateřina Siniaková            | Elise Mertens Zhang Shuai                          | 6:2, 6:4                                         |
| 2021 | Hsieh Su-wei Elise Mertens                       | Wieronika Kudiermietowa Jelena Wiesnina            | 3:6, 7:5, 9:7                                    |
| 2020 | turniej nie odbył się z powodu pandemii COVID-19 | turniej nie odbył się z powodu pandemii COVID-19   | turniej nie odbył się z powodu pandemii COVID-19 |
| 2019 | Hsieh Su-wei Barbora Strýcová                    | Gabriela Dabrowski Xu Yifan                        | 6:2, 6:4                                         |
| 2018 | Barbora Krejčíková Kateřina Siniaková            | Nicole Melichar Květa Peschke                      | 6:4, 4:6, 6:0                                    |
| 2017 | Jekatierina Makarowa Jelena Wiesnina             | Chan Hao-ching Monica Niculescu                    | 6:0, 6:0                                         |
| 2016 | Serena Williams Venus Williams                   | Tímea Babos Jarosława Szwiedowa                    | 6:3, 6:4                                         |
| 2015 | Martina Hingis Sania Mirza                       | Jekatierina Makarowa Jelena Wiesnina               | 5:7, 7:6(4), 7:5                                 |
| 2014 | Sara Errani Roberta Vinci                        | Tímea Babos Kristina Mladenovic                    | 6:1, 6:3                                         |
| 2013 | Hsieh Su-wei Peng Shuai                          | Ashleigh Barty Casey Dellacqua                     | 7:6(1), 6:1                                      |
| 2012 | Serena Williams Venus Williams                   | Andrea Hlaváčková Lucie Hradecká                   | 7:5, 6:4                                         |
| 2011 | Květa Peschke Katarina Srebotnik                 | Sabine Lisicki Samantha Stosur                     | 6:3, 6:1                                         |
| 2010 | Vania King Jarosława Szwiedowa                   | Jelena Wiesnina Wiera Zwonariowa                   | 7:6(6), 6:2                                      |
| 2009 | Venus Williams Serena Williams                   | Samantha Stosur Rennae Stubbs                      | 7:6(4), 6:4                                      |
| 2008 | Venus Williams Serena Williams                   | Lisa Raymond Samantha Stosur                       | 6:2, 6:2                                         |
| 2007 | Cara Black Liezel Huber                          | Katarina Srebotnik Ai Sugiyama                     | 3:6, 6:3, 6:2                                    |
| 2006 | Yan Zi Zheng Jie                                 | Virginia Ruano Pascual Paola Suárez                | 6:3, 3:6, 6:2                                    |
| 2005 | Cara Black Liezel Huber                          | Swietłana Kuzniecowa Amélie Mauresmo               | 6:2, 6:1                                         |
| 2004 | Cara Black Rennae Stubbs                         | Liezel Huber Ai Sugiyama                           | 6:3, 7:6(5)                                      |
| 2003 | Kim Clijsters Ai Sugiyama                        | Virginia Ruano Pascual Paola Suárez                | 6:4, 6:4                                         |
| 2002 | Venus Williams Serena Williams                   | Virginia Ruano Pascual Paola Suárez                | 6:2, 7:5                                         |
| 2001 | Lisa Raymond Rennae Stubbs                       | Kim Clijsters Ai Sugiyama                          | 6:4, 6:3                                         |
| 2000 | Venus Williams Serena Williams                   | Julie Halard-Decugis Ai Sugiyama                   | 6:3, 6:2                                         |
| 1999 | Lindsay Davenport Corina Morariu                 | Mariaan de Swardt Ołena Tatarkowa                  | 6:4, 6:4                                         |
| 1998 | Martina Hingis Jana Novotná                      | Lindsay Davenport Natalla Zwierawa                 | 6:3, 3:6, 8:6                                    |
| 1997 | Gigi Fernández Natalla Zwierawa                  | Nicole Arendt Manon Bollegraf                      | 7:6(4), 6:4                                      |
| 1996 | Martina Hingis Helena Suková                     | Meredith McGrath Łarysa Neiland                    | 5:7, 7:5, 6:1                                    |
| 1995 | Jana Novotná Arantxa Sánchez Vicario             | Gigi Fernández Natalla Zwierawa                    | 5:7, 7:5, 6:4                                    |
| 1994 | Gigi Fernández Natalla Zwierawa                  | Jana Novotná Arantxa Sánchez Vicario               | 6:4, 6:1                                         |
| 1993 | Gigi Fernández Natalla Zwierawa                  | Łarysa Neiland Jana Novotná                        | 6:4, 6:7(4), 6:4                                 |
| 1992 | Gigi Fernández Natalla Zwierawa                  | Łarysa Neiland Jana Novotná                        | 6:4, 6:1                                         |
| 1991 | Łarysa Sawczenko Natalla Zwierawa                | Gigi Fernández Jana Novotná                        | 6:4, 3:6, 8:6                                    |
| 1990 | Jana Novotná Helena Suková                       | Kathy Jordan Elizabeth Smylie                      | 6:4, 6:1                                         |
| 1989 | Jana Novotná Helena Suková                       | Łarysa Sawczenko Natalla Zwierawa                  | 6:1, 6:2                                         |
| 1988 | Steffi Graf Gabriela Sabatini                    | Łarysa Sawczenko Natalla Zwierawa                  | 6:3, 1:6, 12:10                                  |
| 1987 | Claudia Kohde-Kilsch Helena Suková               | Betsy Nagelsen Elizabeth Smylie                    | 7:5, 7:5                                         |
| 1986 | Martina Navrátilová Pam Shriver                  | Hana Mandlíková Wendy Turnbull                     | 6:1, 6:3                                         |
| 1985 | Kathy Jordan Elizabeth Smylie                    | Martina Navrátilová Pam Shriver                    | 5:7, 6:3, 6:4                                    |
| 1984 | Martina Navrátilová Pam Shriver                  | Kathy Jordan Anne Smith                            | 6:3, 6:4                                         |
| 1983 | Martina Navrátilová Pam Shriver                  | Rosie Casals Wendy Turnbull                        | 6:2, 6:2                                         |
| 1982 | Martina Navrátilová Pam Shriver                  | Kathy Jordan Anne Smith                            | 6:4, 6:1                                         |
| 1981 | Martina Navrátilová Pam Shriver                  | Kathy Jordan Anne Smith                            | 6:3, 7:6(6)                                      |
| 1980 | Kathy Jordan Anne Smith                          | Rosie Casals Wendy Turnbull                        | 4:6, 7:5, 6:1                                    |
| 1979 | Billie Jean King Martina Navrátilová             | Betty Stöve Wendy Turnbull                         | 5:7, 6:3, 6:2                                    |
| 1978 | Kerry Reid Wendy Turnbull                        | Mima Jaušovec Virginia Ruzici                      | 4:6, 9:8(10), 6:3                                |
| 1977 | Helen Gourlay Cawley JoAnne Russell              | Martina Navrátilová Betty Stöve                    | 6:3, 6:3                                         |
| 1976 | Chris Evert Martina Navrátilová                  | Billie Jean King Betty Stöve                       | 6:1, 3:6, 7:5                                    |
| 1975 | Ann Kiyomura Kazuku Sawamatsu                    | Françoise Durr Betty Stöve                         | 7:5, 1:6, 7:5                                    |
| 1974 | Evonne Goolagong Peggy Michel                    | Helen Gourlay Cawley Karen Krantzcke               | 2:6, 6:4, 6:3                                    |
| 1973 | Rosie Casals Billie Jean King                    | Françoise Durr Betty Stöve                         | 6:1, 4:6, 7:5                                    |
| 1972 | Billie Jean King Betty Stöve                     | Judy Tegart Dalton Françoise Durr                  | 6:2, 4:6, 6:3                                    |
| 1971 | Rosie Casals Billie Jean King                    | Margaret Smith Court Evonne Goolagong              | 6:3, 6:2                                         |
| 1970 | Rosie Casals Billie Jean King                    | Françoise Durr Virginia Wade                       | 6:2, 6:3                                         |
| 1969 | Margaret Smith Court Judy Tegart Dalton          | Patricia Hogan Peggy Michel                        | 9:7, 6:2                                         |
| 1968 | Rosie Casals Billie Jean King                    | Françoise Durr Ann Haydon-Jones                    | 3:6, 6:4, 7:5                                    |
| 1967 | Rosie Casals Billie Jean King                    | Maria Bueno Nancy Richey                           | 9:11, 6:4, 6:2                                   |
| 1966 | Maria Bueno Nancy Richey                         | Margaret Smith Court Judy Tegart Dalton            | 6:3, 4:6, 6:4                                    |
| 1965 | Maria Bueno Billie Jean King                     | Françoise Durr Janine Lieffrig                     | 6:2, 7:5                                         |
| 1964 | Margaret Smith Court Lesley Turner               | Billie Jean King Karen Hantze Susman               | 7:5, 6:2                                         |
| 1963 | Maria Bueno Darlene Hard                         | Robyn Ebbern Margaret Smith                        | 8:6, 9:7                                         |
| 1962 | Billie Jean King Karen Hantze Susman             | Sandra Reynolds Price Renée Schuurman              | 5:7, 6:3, 7:5                                    |
| 1961 | Karen Hantze Susman Billie Jean King             | Jan Lehane Margaret Smith                          | 6:3, 6:4                                         |
| 1960 | Maria Bueno Darlene Hard                         | Sandra Reynolds Renée Schuurman                    | 6:4, 6:0                                         |
| 1959 | Jeanne Arth Darlene Hard                         | Beverly Baker Fleitz Christine Truman              | 2:6, 6:2, 6:3                                    |
| 1958 | Maria Bueno Althea Gibson                        | Margaret DuPont Margaret Varner                    | 6:3, 7:5                                         |
| 1957 | Althea Gibson Darlene Hard                       | Mary Bevis Hawton Thelma Coyne Long                | 6:1, 6:2                                         |
| 1956 | Angela Buxton Althea Gibson                      | Fay Muller Daphne Seeney                           | 6:1, 8:6                                         |
| 1955 | Angela Mortimer Anne Shilcock                    | Shirley Bloomer Particia Ward                      | 7:5, 6:1                                         |
| 1954 | Louise Brough Margaret DuPont                    | Shirley Fry Doris Hart                             | 4:6, 9:7, 6:3                                    |
| 1953 | Shirley Fry Doris Hart                           | Maureen Connolly Julie Sampson                     | 6:0, 6:0                                         |
| 1952 | Shirley Fry Doris Hart                           | Louise Brough Maureen Connolly                     | 8:6, 6:3                                         |
| 1951 | Shirley Fry Doris Hart                           | Louise Brough Margaret DuPont                      | 6:3, 13:11                                       |
| 1950 | Louise Brough Margaret DuPont                    | Shirley Fry Doris Hart                             | 6:4, 5:7, 6:1                                    |
| 1949 | Louise Brough Margaret DuPont                    | Gertrude Moran Patricia Todd                       | 8:6, 7:5                                         |
| 1948 | Louise Brough Margaret DuPont                    | Doris Hart Patricia Todd                           | 6:3, 3:6, 6:3                                    |
| 1947 | Doris Hart Patricia Todd                         | Louise Brough Margaret Osborne                     | 3:6, 6:4, 7:5                                    |
| 1946 | Louise Brough Margaret Osborne                   | Pauline Betz Doris Hart                            | 6:3, 2:6, 6:3                                    |
| 1945 | przerwa wojenna: II wojna światowa               | przerwa wojenna: II wojna światowa                 | przerwa wojenna: II wojna światowa               |
| 1944 | przerwa wojenna: II wojna światowa               | przerwa wojenna: II wojna światowa                 | przerwa wojenna: II wojna światowa               |
| 1943 | przerwa wojenna: II wojna światowa               | przerwa wojenna: II wojna światowa                 | przerwa wojenna: II wojna światowa               |
| 1942 | przerwa wojenna: II wojna światowa               | przerwa wojenna: II wojna światowa                 | przerwa wojenna: II wojna światowa               |
| 1941 | przerwa wojenna: II wojna światowa               | przerwa wojenna: II wojna światowa                 | przerwa wojenna: II wojna światowa               |
| 1940 | przerwa wojenna: II wojna światowa               | przerwa wojenna: II wojna światowa                 | przerwa wojenna: II wojna światowa               |
| 1939 | Sarah Fabyan Alice Marble                        | Helen Hull Jacobs Billie Yorke                     | 6:1, 6:0                                         |
| 1938 | Sarah Fabyan Alice Marble                        | Simonne Mathieu Billie Yorke                       | 6:2, 6:3                                         |
| 1937 | Simonne Mathieu Billie Yorke                     | Phyllis King } Elsie Goldsack Pitman               | 6:3, 6:3                                         |
| 1936 | Freda James Kay Stammers                         | Sarah Fabyan Helen Hull Jacobs                     | 6:2, 6:1                                         |
| 1935 | Freda James Kay Stammers                         | Simonne Mathieu Hilde Krahwinkel Sperling          | 6:1, 6:4                                         |
| 1934 | Simonne Mathieu Elizabeth Ryan                   | Dorothy Andrus Sylvie Jung Henrotin                | 6:3, 6:3                                         |
| 1933 | Simonne Mathieu Elizabeth Ryan                   | Freda James Billie Yorke                           | 6:2, 9:11, 6:4                                   |
| 1932 | Doris Metaxa Josane Sigart                       | Elizabeth Ryan Helen Hull Jacobs                   | 6:4, 6:3                                         |
| 1931 | Phyllis Mudford Dorothy Barron                   | Doris Metaxa Josane Sigart                         | 3:6, 6:3, 6:4                                    |
| 1930 | Helen Wills Moody Elizabeth Ryan                 | Edith Cross Sarah Palfrey                          | 6:2, 9:7                                         |
| 1929 | Phoebe Watson Peggy Saunders                     | Phyllis Covell Dorothy Barron                      | 6:4, 8:6                                         |
| 1928 | Phoebe Watson Peggy Saunders                     | Ermyntrude Harvey Eileen Bennett                   | 6:2, 6:3                                         |
| 1927 | Helen Wills Moody Elizabeth Ryan                 | Bobbie Heine Irene Bowder Peacock                  | 6:3, 6:2                                         |
| 1926 | Elizabeth Ryan Mary Browne                       | Kathleen McKane Godfree Evelyn Colyer              | 6:1, 6:1                                         |
| 1925 | Suzanne Lenglen Elizabeth Ryan                   | A.V. Bridge Mary McIlquham                         | 6:2, 6:2                                         |
| 1924 | Hazel Wightman Helen Wills Moody                 | Phyllis Covell Kathleen McKane                     | 6:4, 6:4                                         |
| 1923 | Suzanne Lenglen Elizabeth Ryan                   | Joan Austin Evelyn Colyer                          | 6:3, 6:1                                         |
| 1922 | Suzanne Lenglen Elizabeth Ryan                   | Margaret McKane Stocks Kathleen McKane             | 6:0, 6:4                                         |
| 1921 | Suzanne Lenglen Elizabeth Ryan                   | Winifred Beamish Irene Bowder Peacock              | 6:1, 6:2                                         |
| 1920 | Suzanne Lenglen Elizabeth Ryan                   | Dorothea Douglass Chambers Ethel Larcombe          | 6:4, 6:0                                         |
| 1919 | Suzanne Lenglen Elizabeth Ryan                   | Dorothea Douglass Chambers Ethel Larcombe          | 4:6, 7:5, 6:3                                    |
| 1918 | przerwa wojenna: I wojna światowa                | przerwa wojenna: I wojna światowa                  | przerwa wojenna: I wojna światowa                |
| 1917 | przerwa wojenna: I wojna światowa                | przerwa wojenna: I wojna światowa                  | przerwa wojenna: I wojna światowa                |
| 1916 | przerwa wojenna: I wojna światowa                | przerwa wojenna: I wojna światowa                  | przerwa wojenna: I wojna światowa                |
| 1915 | przerwa wojenna: I wojna światowa                | przerwa wojenna: I wojna światowa                  | przerwa wojenna: I wojna światowa                |
| 1914 | Elizabeth Ryan Agnes Morton                      | Ethel Larcombe Edith Hannam                        | 6:1, 6:3                                         |
| 1913 | Winifred McNair Dora Boothby                     | Charlotte Cooper Sterry Dorothea Douglass Chambers | 4:6, 2:4 krecz                                   |